# Dallas Open
Dallas Open je profesionální tenisový turnaj mužů konaný v texaském Friscu, součásti konurbace Dallasu a Fort Worthu, jakožto jediná halová událost hraná ve Spojených státech na okruhu ATP Tour. Založen byl v roce 2022 jako součást kategorie ATP Tour 250. V sezóně 2025 byl povýšen do úrovně ATP Tour 500 a přesunut do halového komplexu Ford Center at The Star.

## Historie
Do Texasu přemístili turnaj držitelé pořadatelských práv ze společnosti GF Sports & Entertainment z New Yorku. Do Dallasu se mužský okruh vrátil poprvé od roku 1983, kdy se předchozí turnaj konal v sérii Grand Prix. V letech 1971–1989 Dallas také hostil závěrečný WCT Finals na okruhu World Championship Tennis.
Na okruhu ATP Tour byl Dallas Open založen roku 2022 v kategorii ATP Tour 250, do níž se zařadily úvodní tři ročníky. Původním dějištěm se stal kampus Jižanké metodistické univerzity. V něm probíhal na krytých dvorcích s povrchem Laykold v Tenisovém komplexu Styslinger/Altec otevřeném v roce 2015. Partnerem se stala nezisková Isner Family Foundation, založená Johnem Isnerem.
V listopadu 2023 Asociace tenisových profesionálů oznámila, že byl Dallas Open od roku 2025 povýšen do kategorie ATP Tour 500 a novým dějištem se stalo kryté Ford Center at The Star v texaském Friscu. Do soutěže dvouhry nastupuje třicet dva hráčů a čtyřhry se účastní šestnáct párů.

## Přehled finále

### Dvouhra
| Rok  | vítěz            | finalista       | výsledek                       |
| ---- | ---------------- | --------------- | ------------------------------ |
| 2022 | Reilly Opelka    | Jenson Brooksby | 7–6(7–5), 7–6(7–3)             |
| 2023 | Wu I-ping        | John Isner      | 6–7(3–7), 7–6(7–4), 7–6(14–12) |
| 2024 | Tommy Paul       | Marcos Giron    | 7–6(7–3), 5–7, 6–3             |
| 2025 | Denis Shapovalov | Casper Ruud     | 7–6(7–5), 6–3                  |

### Čtyřhra
| Rok  | vítězové                          | finalisté                         | výsledek              |
| ---- | --------------------------------- | --------------------------------- | --------------------- |
| 2022 | Marcelo Arévalo Jean-Julien Rojer | Lloyd Glasspool Harri Heliövaara  | 7–6(7–4), 6–4         |
| 2023 | Jamie Murray Michael Venus        | Nathaniel Lammons Jackson Withrow | 1–6, 7–6(7–4), [10–7] |
| 2024 | Max Purcell Jordan Thompson       | William Blumberg Rinky Hijikata   | 6–4, 2–6, [10–8]      |
| 2025 | Christian Harrison Evan King      | Ariel Behar Robert Galloway       | 7–6(7–4), 7–6(7–4)    |